# Нилендер, Владимир Оттонович
Влади́мир Отто́нович Ниле́ндер (22 ноября [4 декабря] 1883, Смоленск — 3 июня 1965, Москва) — русский переводчик, литературовед, поэт, организатор библиотечно-издательского и музейного дела.

## Биография
Из дворянской семьи шведского происхождения. Учился в гимназии в Рославле. Был принят в петербургский Морской кадетский корпус, но, под влиянием знакомства с В. Я. Брюсовым, отказался от военной карьеры и решил посвятить себя литературе. В 1903—1907, 1911—1912 и 1914—1916 гг. учился в Московском университете (первый год на юридическом факультете, потом на классическом отделении историко-филологического факультета, откуда несколько раз отчислялся как не внесший плату за обучение). 
Сотрудничал с московскими символистскими журналами «Весы», «Золотое руно», «Перевал», издательством «Мусагет» и издательством братьев Сабашниковых; был близок к теософским кругам и кругу Вяч. Иванова, один из друзей Андрея Белого (с которым одно время вместе учился в Московском университете).
Нилендер известен как первая юношеская любовь Марины Цветаевой, адресат стихов из «Вечернего альбома». В семье Цветаевых считалось, что Нилендер сделал Марине предложение вступить в брак, но получил отказ; однако биографы Цветаевой оспаривают это.
В октябре 1916 г. призван в армию; после Февральской революции переведен в Фундаментальную библиотеку Управления военно-учебных заведений. С 1919 г. — сотрудник Румянцевского музея, а с 1923 до 1931 — образованной на его основе Государственной библиотеки им. В. И. Ленина; в 1936—1941 гг. — заведующий античным кабинетом ИМЛИ; в 1943—1947 гг. — доцент кафедры античной литературы Московского педагогического института; в 1947—1948 гг. читал курс античной литературы в ГИТИСе.
В юности пробовал выступать с оригинальными стихами, но наиболее известен своими переводами древнегреческих авторов: трагедий Эсхила и Софокла, лирической поэзии (в частности, Архилоха) и др. Опубликовал хрестоматию «Греческая литература в избранных переводах» (М., 1939), замысел которой пытался реализовать еще в 1910-е годы (совместно с Ф. Е. Коршем и Вяч. Ивановым), а также ряд статей о технике поэтического перевода, в которых отстаивал такие принципы, как близость к подлиннику и эквиритмия.
Умер в Москве на 82-м году жизни и был похоронен на Ваганьковском кладбище.